# ArenaBowl IX
Match précédent Match suivant
L'ArenaBowl IX est le neuvième ArenaBowl de la Arena Football League. Le match oppose le numéro 6 de la saison régulière, les Predators d’Orlando, qui terminent avec un bilan de 7-5, de la conférence nationale contre numéro 1, le Storm de Tampa Bay, qui ont un bilan final de 10-2, également de la conférence nationale. C'est le premier ArenaBowl à avoir la rivalité "War on I-4 (en)" en vedette. Pour les Predators, il s'agit de leur troisième apparition à l'ArenaBowl en cinq ans d'existence (après avoir perdu les ArenaBowls VI et VIII). Pour le Storm, il s'agit de leur cinquième participation (la troisième pour Tampa Bay) avec une chance d'obtenir trois titres en cinq ans.
Le match s'est déroulé le 1er septembre 1995 au Thunderdome de St. Petersburg en Floride devant 25 087 spectateurs.

## Sommaire du match
Au premier quart-temps, Orlando prend un bon départ avec Barry Wagner qui réussit un touchdown de deux yards, ainsi qu'une conversion de deux points. Tampa Bay répond avec le quarterback Jay Gruden complétant une passe de touchdown de 10 yards à Stevie Thomas, avec Cedric McKinnon se précipitant dans la zone de buts pour la conversion de deux points. Les Predators répondent avec le quarterback Pat O'Hara complétant une passe de touchdown de quatre yards à Alex Shell, mais le Storm réplique immédiatement avec George LaFrance retournant le kickoff pour 57 yards et un touchdown.
Au deuxième quart-temps, c'est tout pour Tampa Bay; Gruden et LaFrance se retrouvent l'un l'autre pour deux passes de touchdown de 1 et 3 yards pour prendre l'avantage à la mi-temps.
Au troisième quart-temps, Orlando se rapproche alors que Wagner retourne un field goal bloqué pour un touchdown, mais Tampa Bay se remet au travail. Gruden et Thomas se retrouvent à nouveau dans une passe de 35 yards pour un autre touchdown (avec une transformation ratée).
Au quatrième quart-temps, les Predators rattrapent leur retard avec Flint Fleming qui obtient un touchdown de 14 yards. Pourtant, Tampa Bay prend ses distances par rapport aux Predators, Gruden obtenant un touchdown d'un yard sur un quarterback sneak (en) suivi d'une conversion à  deux points et Tracey Sanders retournant une interception de 47 yards pour un autre touchdown. O'Hara complète une passe de trois yards pour Wagner à Orlando, mais il n’y a pas de "Miracle Minute" pour les Predators, le Tampa Bay Storm obtenant son troisième titre ArenaBowl en cinq saisons.

## Évolution du score
| Temps           | Description des actions                                                                            | Score Orl-TB | Score Orl-TB |
| --------------- | -------------------------------------------------------------------------------------------------- | ------------ | ------------ |
| 1er Quart-temps | |              |              |
| 13:14           | TD de 2 yards à la course par Wagner (conversion de 2 pts par Wagner)                              |              | 08-0         |
| 09:39           | TD de 10 yards par Thomas à la suite d'une passe de Gruden (conversion de 2 pts par McKinnon)      | Égalité      | 08-08        |
| 03:23           | TD de 4 yards par Shell à la suite d'une passe de O'Hara (PAT de Bennett)                          |              | 15-08        |
| 02:23           | Retour de kick-off de 57 yards par LaFrance (PAT de Cimadevilla)                                   | Égalité      | 15-15        |
| 2e Quart-temps  | |              |              |
| 09:03           | TD de 3 yards par LaFrance à la suite d'une passe de Gruden (PAT de Cimadevilla)                   |              | 22-15        |
| 00:03           | TD de 1 yards par LaFrance à la suite d'une passe de Gruden (PAT de Cimadevilla)                   |              | 29-15        |
| 3e Quart-temps  | |              |              |
| 09:42           | Net recovery retourné pour 3 yards par Wagner (PAT de Bennet)                                      |              | 29-22        |
| 07:43           | TD de 35 yards par Thomas à la suite d'une passe de Gruden (PAT manqué de Cimadevilla)             |              | 35-22        |
| 4e Quart-temps  | |              |              |
| 11:16           | TD de 14 yards à la course par Fleming (PAT de Bennett)                                            |              | 35-29        |
| 06:30           | TD de 1 yards à la course par Gruden (conversion de 2 pts manquée par Gruden)                      |              | 41-29        |
| 02:15           | Interception retournée pour 47 yards par Sanders (PAT de Cimadevilla)                              |              | 48-29        |
| 01:00           | TD de 3 yards par Wagner à la suite d'une passe de O`Hara (conversion de 2 pts manquée par O`Hara) |              | 48-35        |

## Les équipes en présence
| Joueur            | Position      | Université           |
| ----------------- | ------------- | -------------------- |
| Ben Bennett       | QB            | Duke                 |
| Tracy Bennett     | K             | Mesa State (CO)      |
| Henry Brown       | OL/DL         | Florida              |
| Webbie Burnett    | OL/DL, DT     | Western Kentucky     |
| Maurice Crum      | FB/LB, LB, LB | Miami (FL)           |
| Eric Drakes       | OL/DL         | Akron                |
| Flint Fleming     | OL/DL, DE     | North Dakota State   |
| Chris Ford        | WR            | Lamar                |
| Paul Franklin     | WR/DB, DB     | San Jose State       |
| James Goode       | OL/DL         | Oklahoma             |
| Victor Hall       | OL/DL, TE     | Auburn               |
| Darrin Hinshaw    | QB            | Central Florida      |
| Lance Johnson     | C, OL/DL      | Notre Dame           |
| Terry Karg        | QB            | Central Washington   |
| Danny Lockett     | LB            | Arizona              |
| Skip McClendon    | DE            | Northwestern         |
| Paul McGowan      | FB/LB, LB, LB | Florida State        |
| Pat O'Hara        | QB            | Southern California  |
| Jerry Odom        | FB/LB         | Florida              |
| Jeff Parker       | WR            | Bethune-Cookman      |
| Marshall Roberts  | WR/DB, DB     | Rutgers              |
| Reggie Robinson   | WR/DB         | Taft College (CA)    |
| Durwood Roquemore | DB            | Texas A&M-Kingsville |
| Rusty Russell     | T             | South Carolina       |
| Bobby Samuels     | DB, WR/LB     | Penn State           |
| Tony Scott        | WR/DB         | No college           |
| Jerry Sharp       | OL/DL         | Syracuse             |
| Alex Shell        | WR/LB         | Arkansas State       |
| Bill Stewart      | FB/LB         | Central Florida      |
| Barry Wagner      | WR            | Alabama A&M          |
| Jackie Walker     | LB-TE         | Jackson St.          |
| Herkie Walls      | WR            | Texas                |
| Eric Wright       | WR            | S.F. Austin          |
| Russell Young     | QB            | Southern             |

| Joueur            | Position  | Université             |
| ----------------- | --------- | ---------------------- |
| Grantis Bell      | WR/DB, WR | West Virginia          |
| Sylvester Bembery | OL/DL     | Central Florida        |
| Eddie Brown       | WR/LB     | Michigan State         |
| Bobby Byrd        | WR/LB     | Miami (FL)             |
| Ivan Caesar       | LB        | Boston Col.            |
| Jorge Cimadevilla | K         | East Tennessee State   |
| Chris Conlin      | G         | Penn St.               |
| Corey Dowden      | DB        | Tulane                 |
| Johnny Eaton      | OL/DL     | Eastern New Mexico     |
| Jay Gruden        | QB        | Louisville             |
| Kelvin Harris     | OL, C     | Miami (FL)             |
| Tony Harris       | WR/DB     | Mississippi            |
| Tony Jones        | FB/LB     | Illinois State         |
| Jake Kelchner     | QB        | West Virginia          |
| George LaFrance   | OS        | Baker (KS)             |
| Joe March         | OL/DL, DE | Murray State           |
| Connell Maynor    | QB        | North Carolina A&T     |
| Cedric McKinnon   | FB/LB     | Bethune-Cookman        |
| Tracey Perkins    | DS, DB    | Lamar (TX)             |
| Jamie Redmond     | WR/DB, DB | Middle Tennessee State |
| Lynn Rowland      | OL/DL     | Arkansas State         |
| Lawrence Samuels  | WR/LB     | Livingston (AL)        |
| Tracy Sanders     | WR/DB, DB | Florida State          |
| Stacey Simmons    | WR        | Florida                |
| Stevie Thomas     | WR/LB     | Bethune-Cookman        |
| Kent Wells        | DT        | Nebraska               |
| Wayne Williams    | WR/DB     | Louisiana State        |
| Deatrich Wise     | DT, OL/DL | Jackson State          |
| Willie Wyatt      | NT        | Alabama                |

## Statistiques par équipe
| Données                   | Orlando | Tampa Bay |
| ------------------------- | ------- | --------- |
| 1er Downs                 | 13      | 18        |
| Yards à la course         | 30      | 11        |
| Yards à la passe          | 199     | 209       |
| Fumbles/Perdu             | 0/0     | 0/0       |
| Yards en retour de Fumble | 0       | 0         |
| Pénalités/Yards           | 8/30    | 6/21      |
| Temps de possession       | 29:16   | 30:44     |
| Conversion de 3e Down     | 0/4     | 2/4       |
| Conversion de 4e Down     | 0/0     | 0/0       |